# Palacio de Ulriksdal

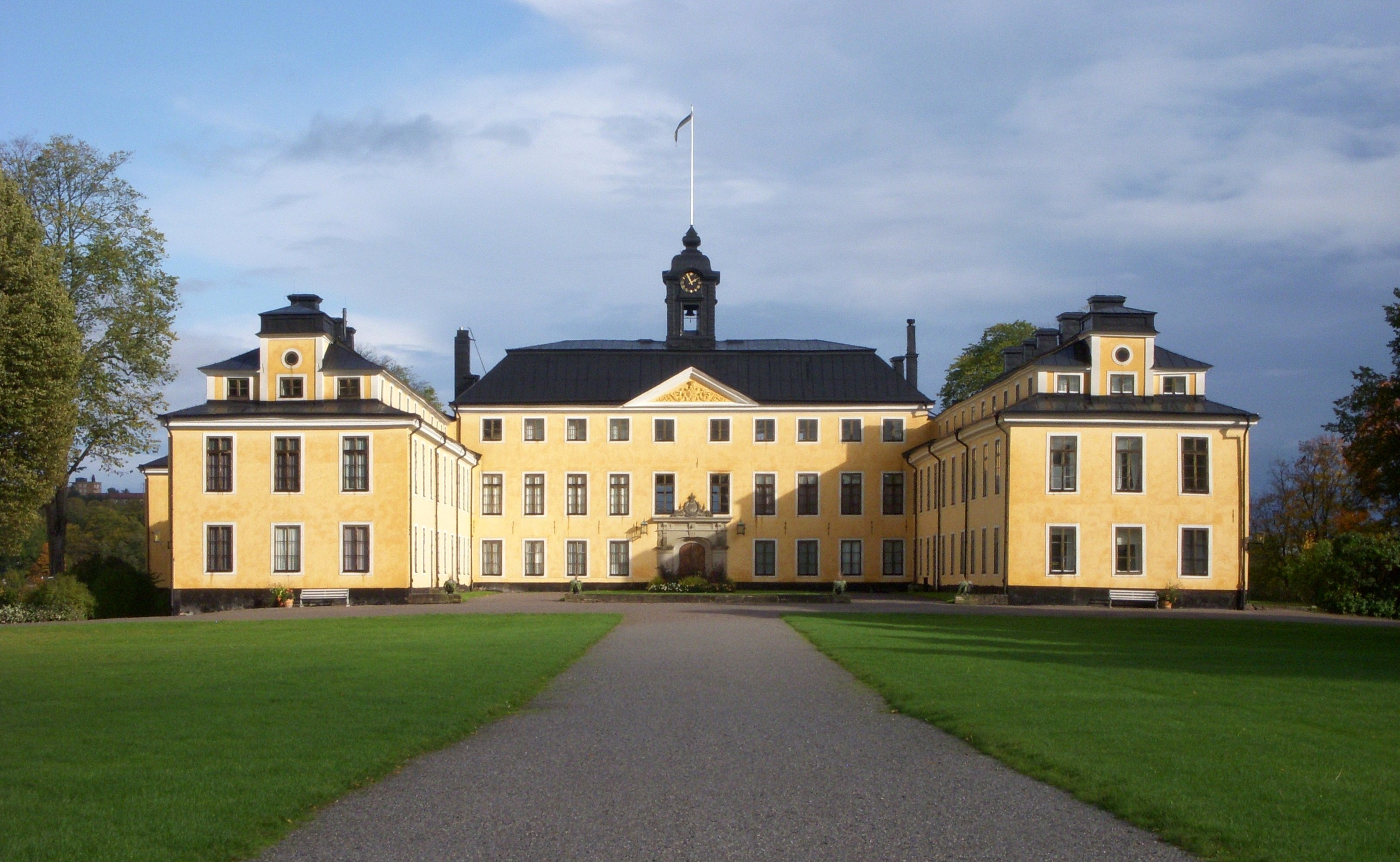
Palacio de Ulriksdal.

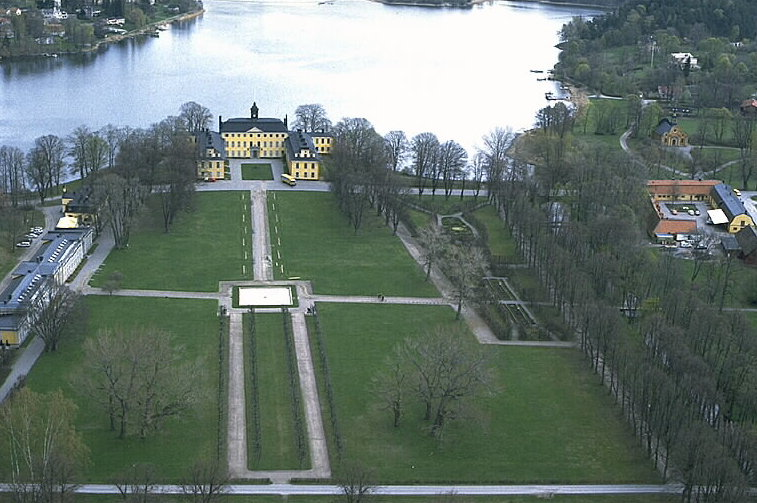
Vista aérea del Palacio de Ulriksdal.

El Palacio de Ulriksdal es un palacio real en Suecia, situado en el municipio de Solna, Provincia de Estocolmo, a 8 km de la ciudad de Estocolmo, a orillas del lago Edsviken.
Originalmente llamado Jacobsdal, su nombre actual se debe al príncipe Ulrico, hijo de Carlos XI de Suecia. Fue un suntuoso palacio en los siglos XVII y XVIII, la época que Suecia adquirió el papel de gran potencia europea.
Ulriksdal forma parte del llamado Nationalstadparken, o Ekoparken (Parque del Eco), un parque nacional dentro de la zona urbana de Estocolmo, el primero de su género en todo el mundo.

## Historia
La construcción data de 1643 a 1645, cuando fue erigido el palacio como una residencia de descanso para Jacob De la Gardie. Fue llamado en un principio Jakobsdal, y a la muerte de Jacob pasó a ser propiedad de su hijo Magnus Gabriel De la Gardie, quien vendió el palacio en 1669 a la entonces reina Eduviges Leonor. La reina decidió rediseñar el palacio, encargándole la obra al arquitecto Nicodemus Tessin en 1670. Las labores serían suspendidas por problemas de financiación en 1690. El diseño actual, sin embargo, es fruto principalmente de la obra de Tessin: un palacio de tres plantas, con techo rematado en cúpula, ático, y alas laterales que se extienden a lo largo del lago en la parte trasera.
La reina Eduviges Leonor renombró al palacio como Ulriksdal, en honor de su nieto el príncipe Ulrico -hijo de Carlos XI-, a quien le otorgó el palacio como regalo de bautismo. El príncipe falleció a la edad de un año, y Eduviges Leonor mantuvo la propiedad hasta su muerte en 1715. Entonces el palacio pasó a ser propiedad de la corona por disposición del rey Federico I.
Federico I reanudó las obras inconclusas de Nicodemus Tessin, pero esta vez el encargado fue el arquitecto Carl Hårleman. Hårleman incorporó características propias al diseño, como las mansardas características que ostenta actualmente el palacio en su techo. A mitad del siglo XVIII el palacio fue ocupado por los reyes Adolfo Federico y Luisa Ulrica. La reina ordenó la construcción de un teatro, llamado Confidencen.
El palacio sufrió un grave deterioro de su decoración interior, pues el rey Carlos XIV Juan lo convirtió en hospital para los veteranos de la guerra ruso-sueca de 1808-1809. Funcionó como hospital entre 1822 y 1849.
El príncipe Carlos (posteriormente Carlos XV) adquirió Ulriksdal en 1856, y comenzó la remodelación del mismo, que incluyó una decoración muy a su gusto con muebles y diversos objetos antiguos. Todavía permanece en el interior una parte de esos objetos.
En 1923, los príncipes herederos Gustavo Adolfo y Luisa Mountbatten contrajeron matrimonio y habitaron el palacio. Luisa ocupó una parte de Ulriksdal como vivienda para los niños finlandeses refugiados de la Guerra de Invierno.
El palacio fue abierto al público desde 1986. La decoración y la disposición de los muebles se mantiene como en vida de Gustavo VI Adolfo. Se incluye colección de objetos de los reyes Carlos XV, Gustavo V y Gustavo VI Adolfo.

## El parque

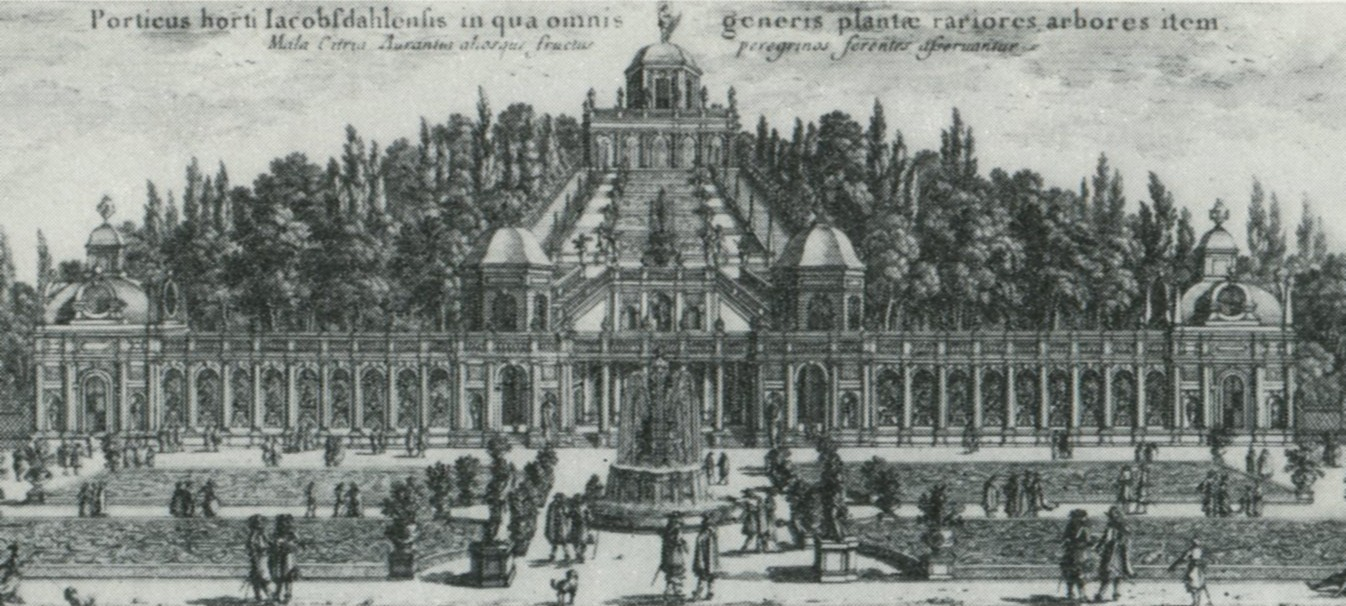
Parque del Palacio de Ulriksdal, el invernadero debajo de Mons Mariae, grabado en cobre de Adam Perelle, en Suecia antiqua et hodierna.

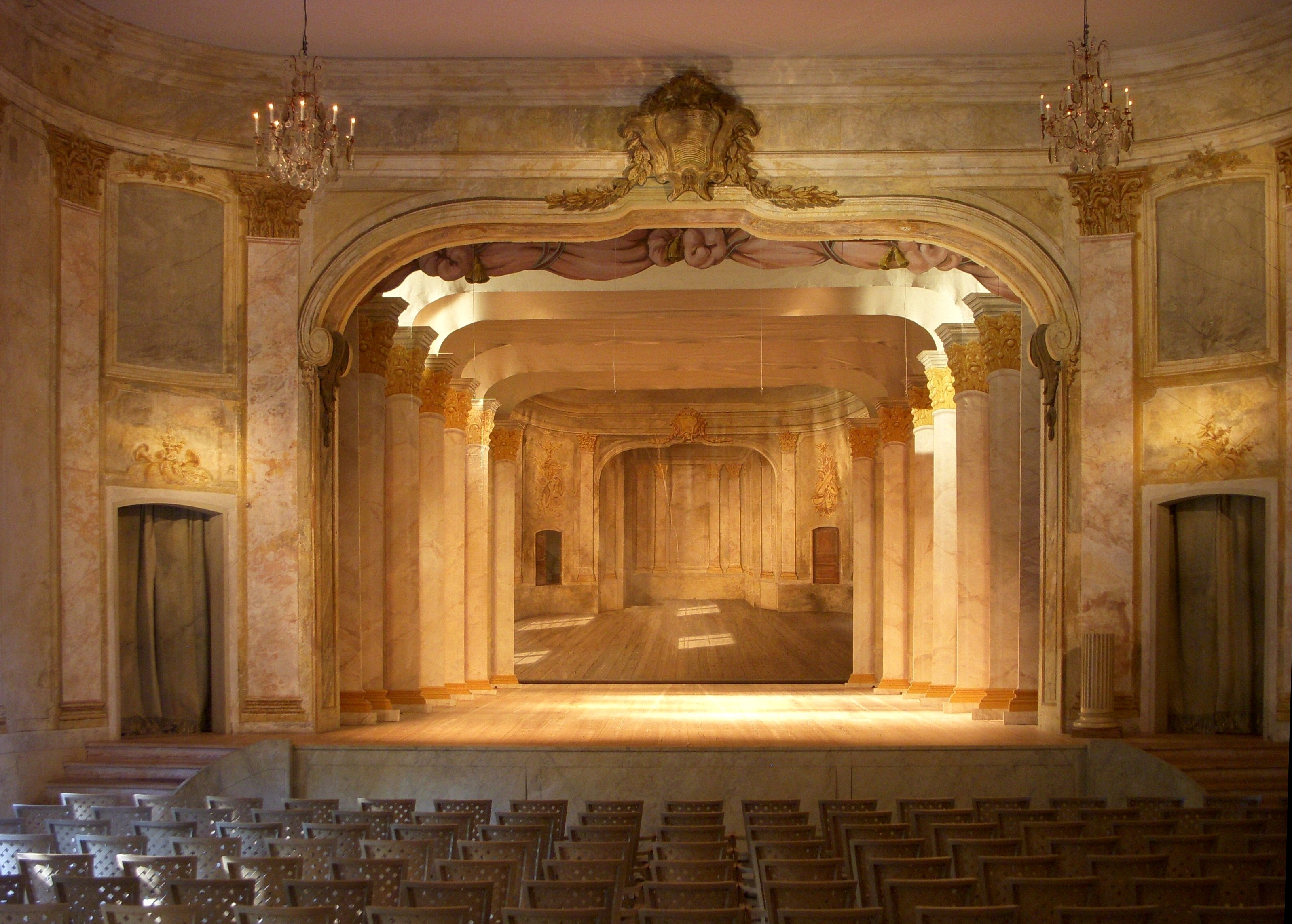
Interior del teatro del castillo.

Afuera del palacio se encuentra el extenso parque, en lo que en el siglo XVII fue un jardín barroco considerado como de los más bellos del país. La mayor parte de los jardines y plantíos de árboles que existen en la actualidad son de la década de 1930, en tiempos en que Gustavo VI Adolfo era el príncipe heredero. 
Del antiguo jardín sólo se conserva la orangerie, obra de Nicodemus Tessin el Joven a finales del siglo XVII. Ha sido remodelada en varias ocasiones, y cuenta con la decoración de esculturas de artistas suecos de los siglos XVIII y XIX. Su colección artística forma parte del Nationalmuseum.

## El teatroConfidencen
También parte de Ulriksdal es el teatro Confidencen, una auténtica joya arquitectónica y el más antiguo teatro en estilo rococó en Suecia, obra de Carl Fredrik Adelcrantz por disposición de la reina Luisa Ulrica, en lo que a finales del siglo XVII era una caballeriza, y posteriormente sería una casa de huéspedes. Cuenta con lugar para 200 espectadores. Fue utilizado en las óperas nacionales de Gustavo III y de Carl Michael Bellman. Desde 1981 el teatro ha sido administrado por la cantante de ópera Kjerstin Dellert. En la actualidad funciona para obras de ópera, ballet y conciertos.

## La capilla
Afuera del palacio, en el parque, se encuentra la capilla diseñada en 1864 por Fredrik Wilhelm Scholander, que presenta un estilo renacentista holandés con ciertas influencias venecianas. Se halla en el sitio de la antigua capilla de Jean De la Vallée (1662), derribada en 1774 durante los trabajos de remodelación de Gustavo III.